# 栞と紙魚子
『栞と紙魚子』（しおりとしみこ）は、諸星大二郎による日本の漫画。少女向けホラー雑誌『ネムキ』にて1995年Vol.23から2008年5月号まで不定期連載されていた。2008年、第12回文化庁メディア芸術祭マンガ部門において優秀賞を受賞。
「栞と紙魚子の怪奇事件簿」として連続ドラマ化され、栞役を南沢奈央、紙魚子役を前田敦子が演じた。

## 概要
諸星大二郎の初めての少女向け作品。基本的に一話完結の短編である。
胃の頭町（いのあたまちょう）に住む主人公の二人が、周囲で起こる怪奇現象に巻き込まれる、少女向けホラーコメディ作品。作中に登場する脇役達はクトゥルフ神話などを元ネタとする奇妙な生き物などだが、主人公たちが非日常に溶け込み、独特の不条理めいてユーモラスな世界を作り出している。なお、伝承などある程度の事実に基づく同作者の『妖怪ハンター』シリーズと異なり、劇中の出来事の大半は事実無根のフィクションで、劇中に登場する書籍なども全く架空のものである。
胃の頭町のモデルは東京都三鷹市の井の頭。ただし単に名前のモデルとなっているだけでほぼ無関係。

## あらすじ
胃の頭町に住む美少女だが若干猟奇趣味があり、友人たちから「神経が何本か抜けている」と称される栞と古本屋の娘で稀少本のためなら身の危険をも冒す紙魚子。親友である二人は好奇心や諸事情から様々な出来事に巻き込まれていく。
売れっ子ホラー作家ながら奇妙な奥さんと奇矯な娘クトルーちゃんと仲良く暮らしている段一知先生。その段先生に一方的に惚れ込み彼のストーカーとなって公園暮らしをしている新進気鋭の猟奇詩人菱田きとら、栞の飼い猫だが人間の男性に化けるボリスなど一風変わった人々が織りなすホラーコメディ。

## 主な登場人物
栞（しおり）
主人公の片割れで、「生首事件」から登場。
新刊書店の娘。バラバラ死体の生首を持ち帰ったり、幽霊と噂される生物を虫取り網で捕まえたり、変わった実が流れてきたからと自殺者のある川に近づいたりと、「神経が何本か抜けている」と評される天然ボケの女子高生。
ロングヘアの美少女であり、その容姿が怪現象を引き起こすこともしばしば。基本的に面倒なことが嫌いな質なのだが、怪異事件に遭遇した友人達から面倒ごとを丸投げされ、それを断り切れないでいる。
紙魚子（しみこ）
主人公の片割れで、栞同様「生首事件」から登場。
古書店「宇論堂」の娘。三つ編みで眼鏡を掛けた理屈屋な女子高生。栞の好奇心を諌める役割を持つが、一方で古本・珍本マニアであり、希少本を目の前にすると見境を失くしてしまう。また性格は豪胆で、本を立ち読みする幽霊を相手にハタキで挑発する他、悪霊をひっぱたいて説教するなど、栞以上に怪異に対して耐性がある。読書家であるため割合に博識。
お下げをほどいて髪を下ろすと結構な美少女らしく、面食いな管がずっとそのままが良いと気にするくらい。

### 栞の関係者
ボリス
栞の飼う6歳の雄猫。人語を解し、人を襲うヨグの天敵であるなどそれなりに貢献している。詳しくはねこや参照。
栞のパパ
本屋店主。気さくで温厚、なにより天然ボケでのんき。町を巡る様々な出来事に巻き込まれることもあるがあまり深刻には思っていない。
栞のママ
専業主婦。性格は温厚でごく普通の主婦。
章（しょう）
栞の弟で小学生。掠われるなどして姉を心配させているが、むしろ姉のほうが傍迷惑。

### 紙魚子の関係者
紙魚子の父
宇論堂の店主。眼鏡をかけたやせぎすの中年男性。だが事実上店番は娘に丸投げしており、自身は珍本探しに明け暮れている。「室井恭蘭全集」を全て収集するのをライフワークとしており、これを巡って怪異事件に巻き込まれたこともある。

### 段さん一家と関係者
段 一知（だん いっち）
名前はハワード・フィリップス・ラヴクラフトの作品ダンウィッチの怪から。クトルーちゃんの父であり、連載初期に胃の頭町の木造平屋建てのボロ借家に引っ越してきたホラー作家。容姿はラヴクラフトによく似ており、作中ではほぼ常に黒いスーツを着用している。
初対面の人には、人形のふりをして驚かせることを趣味にしている。
性格は温和で割合に社交的。ただ遅筆に加えて仕事をサボりがちであるため常に締め切りと編集に追い回されている。考古学、民俗学に通じており怪異には好奇心旺盛な態度を見せ、若い頃は世界崩壊を企む魔導師と魔道書がらみの事件解決などをやっていた模様。栞同様に天然ボケかつ剛胆な性格をしており、血塗れのきとらを見ても動揺せずに食事を続け、自分の妻が胃の頭町七不思議の一つに数えられる事実については一切知らない。奇矯な娘が幼稚園から出禁を食らうなどしているため養育に頭を悩ませており、ベビーシッターとして栞を頼みにしている。ごく普通の夫婦間におけるケンカ（例としてグラビア雑誌をこっそり家に隠し持つ等）では妻には全く頭が上がらず一方的に怒られている。
「クトルーちゃんのお母さん」あるいは「段先生の奥さん」
巨大な顔を持つ、段一知の妻。「外国人」だが、日本以外の国家出身という意味ではなく異界の住人らしい。準レギュラーキャラだが固有の名前が明示されておらず、劇中では「クトルーちゃんのお母さん」または「段先生の奥さん」と呼ばれている。そもそもムルムル、ヨグをはじめとして胃の頭町の生態系が劇的に変化したのも奥さんが実家から持ち込んだ（あるいは実家から届いた）様々なものにくっついてきたせいである。
太古の邪神「プープービヨマンカ」を遠縁の叔母に持つ。世界滅亡を図る魔道師の呪文によって呼び出されたところ、偶然段一知と出会い、それをなれそめとして結婚に至った。色白で整った巨大な顔と長い腕、節足動物や軟体動物を彷彿とさせる足を持つが、作中で全身が描かれたことはない。
連載中盤で怪魚に拉致された一件以降は、姿を自在に変化出来るようになり完全な人間体にもなれるようになった。
性格は至って普通の妻であり、良き母親。栞や紙魚子、烏賊井らが来訪した際には普通にお茶を出す。段一知を熱烈に愛しており、一同で「百物語」を開いた折、なれそめをのろけながら周囲に語る程。しかし夫の浮気を疑えば猛烈に攻め立てる。ムルムルの佃煮が得意料理でご近所や知り合いに巨大なビン詰めにして配っている。ゼノ奥様とは仲良しで彼女の家を訪問して執事の出す得体の知れない茶も愛飲している。
胃の頭七不思議「お化け屋敷の小説家の奥さん」に数えられている（七不思議のスタンプも持ち合わせており、本人“には”自覚があるらしい）。町の物の怪達からも胃の頭イチの実力者として認知されており、劇中ほぼ最強の存在。菱田きとらや長姫、更には弁財天ですら一目置いている。
クトルーちゃん
名前はクトゥルフ神話のクトゥルーから。
栞がベビーシッターのアルバイトを通じて出会った子供。ボサボサの髪、大きなリボン、大きく影の濃い目、暗めの色のドレスと不気味な容姿をしている。「テケリ・リ!」と叫び、ぬいぐるみを振り回しながらはしゃぐ、虫を食べる、首が180度回る、股間と首が入れ替わる、変形するなど奇行が多い。初登場時も足は裸足、片手に包丁、片手に血の滴る袋を持つという不気味な様相で栞達が絶対に関わりたくないと思わせるほどだった。
その奇行ぶりは周囲にとうてい受け止められるものではなく、幼稚園からは1日も経たずに出禁を食らってしまったり、公園にいる母親集団から例のあの子と呼ばれて警戒されたりしている。
ヨグ
名前はクトゥルフ神話のヨグ＝ソトースから。
クトルーちゃんのペット兼友達。栞達にとっては恐怖の対象で、ボリスのライバル。
烏賊井（いかい）
段先生の担当。ゲロゲロノベルズの編集者。前任者と交替で赴任した。大きめの黒縁眼鏡と尖った髪型が特徴。
段の仕事ぶりには毎度振り回され、よく怪異現象の巻き添えを食らっているのだが、天然ボケなのかあまり深刻には受け止めていない。段の担当に選ばれるだけあってムルムルもごく普通に食したりする。

### ねこや関係者
ボリス
栞の飼い猫で化け猫。人間の姿をとることもできるが、猫の6歳は人間年齢にすると40歳程度であり「禿げ気味の中年男性」にしかなれない。物語後半では、人間に化けた子分の野良猫・シマキチともに雑貨屋「ねこや」を経営している。あざとい商売で儲けては好物のマグロの切り身を購入している。つくも堂とゴブリンは商売敵。割合に博識で目利きだが、店の商品は盗品やゴミ、出所の怪しいものばかり。猫だけあってコタツを見ると条件反射で丸くなってしまうが、温泉好きでもある。
モデルは作者の飼い猫ムサシ。
シマキチ
ボリスの部下。若い化け猫。ボリス同様に食い意地が張っている。助平でちゃっかり者。人間の姿になっても髭があるなど猫っぽい。
川さん
ねこやに商品を卸す行商人。どじょう髭が特徴。先祖が徳川譜代の武家だったと吹聴したりするが、その正体は人間に化けたカワウソ。股毛神社の神主とは仲が良い。

### 胃の頭町とその周辺の住人たち
菱田きとら（ひしだきとら）
目が細く、ロングヘアーで背が高い女流詩人。代表作は死体を切り刻むありさまを表現した限定500部の詩集「殺戮詩集」。「血だまりの詩」「胆嚢を堪能」「腸でなわとび」などの作品が収録されている。なお、「腸でなわとび」は、中原中也の詩に似ている。
恋人を殺し、死体を解体しながら詩を書いたとされるが、心神喪失で無罪となり精神病院に入院、その後退院し、公園などで野生のムルムルを食料としながら充実した放浪生活を送っている。段一知へ熱烈に想いを寄せており、隙あらば段先生の奥さんを亡き者にして愛妻の座を射止めようと暗躍する。
凶暴かつ豪胆な性格であり、物の怪に監禁されたり体がカニに変身したりと受難のたびにパワフルな破壊活動を見せている。腕っ節も相当の物であり、胃の頭町の怪物や妖怪の類を相手にして単身で倒している事も多い。
海老名（えびな）
きとらの担当。絞殺社の雑誌「ぐるがる」の編集者。おかっぱ頭で眼鏡をかけている小太りの女性。きとらの生態には詳しく、携帯電話も持たない彼女の野宿生活先に的確に現れる。
ゼノ奥さんと執事
胃の頭町の奥地に住み、姿が見えない奇怪な生物「ジョン」、「ベティ」などを飼う品の良い女性。ジョンを連れて胃の頭町を散歩させるのが趣味。奥さん自身の見た目は普通だが住んでいる所が尋常ではない。ジョンの散歩代行を栞に頼んだことがきっかけで知り合う。
毛むくじゃらのペット2匹が執事として仕えているが、彼らは適当な名前で横柄な態度で客人にお茶を振る舞う。このお茶を飲むと人間が植物化して彼女の家に「忘れ物」（お茶を飲んだ人間の魂）をしてしまうこともある。執事たちも元々は人間だったらしい。
帽子好きの兄弟
帽子好きな兄弟たち。繋がった帽子を被り、連なって歩く。上から見るとエンドウマメのような見た目。実は頭自体が繋がっている。
騒動に巻き込まれて数人犠牲になることもあるが、毎度何事もなかったかのように登場する。親戚も含めて何人いるのか不明だが登場ごとに数が変わり、人数が増えると帽子も長くなる。付けたり外したり割と自由自在らしく、紙魚子から「やっぱりこいつら人間じゃない」と呆れられたりしている。
胃之頭公園のママ友たち
三人組の母たち。危険が迫ると魚のマウスブリーダーのように我が子を口の中に隠すのが特徴。うっかり我が子を飲み込んでしまうこともある。
胃の頭町が怪魚に襲われた際には魚の姿になってすっかり馴染んでいたせいで、「もともとここの出身では？」と思われている。
つくも堂店主
ねこやの商売敵。チョンマゲ、作務衣姿の店主。売り物は付喪神で騒動の元になることも。当人は繭姫騒動の時に逃げ出したが、残された付喪神達はその後も胃の頭町に残り、他の妖怪達と仲良くやっている模様。
ゴブリン
ねこやの商売敵。初登場は別の話だが、その後、輸入雑貨のゴブリンの店主として再登場。見た目は恰幅の良い中年紳士といった外見だが、どうにもうさんくさい風貌をしている。繭姫騒動の時に逃げ出し、以後、登場していない。
股毛神社の神主
股毛神社の神主で自称産土神。近所の妖怪達のたまり場である股毛神社を管理している。顔が細長く、狩衣、烏帽子姿。首が長く伸びる巫女の女性もいる。
躁状寺の和尚
狸囃子の言い伝えがある寺の住職でタヌキが化けている。ぼったくり商売をしている。
もとは躁状寺と鬱状寺があったが後者は陰気なせいで地名だけ残ったとのこと。
十口 木一（とくち きいち）
新米の妖怪司書。古くなって妖怪化した古書を回収する仕事をしている他、下っ端なので他の大妖怪の使い走りのようなことをしている。宇論堂を「うんと古くてボロボロでお化けでも出そうで怪しげな本ばかりある店」（実際その通り）と言われた紙魚子は、わざと意地悪して教えなかった。なお、段先生の書棚は妖怪本だらけらしい。

### 胃之頭高校関係者
葉子、早苗、マチ子
栞と紙魚子の友人達。怖いもの見たさから様々な出来事に首を突っ込むが、最終的には栞と紙魚子に丸投げするのが定番。
鴻鳥 友子（こうのとり ともこ）
クラスは違うが栞たちの同級生。「蔦屋敷」と呼ばれる大きなお屋敷に住む深窓のお嬢様。料理が得意で大好き。
大変な美食家で、カップラーメンを食べたことがない。先祖に「陳氏菜経」という奇本にハマり美食追求に文字通り一生を捧げて、果ては娘の股肉を食ってしまった血縁の鴻鳥和子・友子母子がおり、その幽霊に取り憑かれて栞を料理して食べようとしたことも。元々幽霊などに憑かれやすい体質らしく、怪異に遭遇したりすると「人肉料理ですわ！」と叫び、包丁を振り回して暴れるなどして、家族や周囲を困らせている。怪魚が原因で町の住人たちが魚になってしまった際には夜の女王の宮廷料理人になって人類を裏切った。繭姫の侵略に際しても一度は裏切ったが、大足将軍から魚料理ばかり強要された事に嫌気が差し、大足将軍を料理の具材にしてあっさり人類側に再度寝返っている。
洞野（ほらの）
紙魚子の友人で文芸部員。将来は映画脚本家になることが夢らしく、有志たちと自主映画の撮影を行う。映画の作風はホラーというより1960、1970年代のB級映画よりの内容で、書き下ろしの脚本や同人小説はその馬鹿馬鹿しさから紙魚子は愛読者らしい。古いワープロを使っているせいで誤変換により様々なトラブルが起きるのが定番。
後藤 ゆかり（ごとう-）
栞の元クラスメート。「たまごっちが欲しい」という些細な願いのせいで頚山神社の人間鳥居にされてしまったが、後に栞と紙魚子が長姫との戦いに勝ったため解放された。
管 正一（くだ しょういち）
連載後期に登場した転校生。
代々クダキツネを使役するクダ使いの家系にある美男子。一見すると運動神経抜群で成績も良いという非の打ち所がない好青年だが、その実力のほとんどは使役した管狐によるもの。栞への好意を隠さない彼だが、そういった本性がばれてからすっかり警戒されている。

### 奇妙な生き物、妖異たち
ヨグ
胃の頭町界隈に居る危険生物。トカゲのように細長い胴体に手足と首がデタラメについており、全身に奇妙な文様が描かれている。好戦的で人間に向かって刃物を持って襲いかかることもある。一方で猫が天敵であり、ボリスらに首を取られてあっさりと駆除されている。クトルーちゃんのペットでもある。生命力がとかく強く、首をなくし、全身バラバラにされても死なずに生きている。
ムルムル
胃の頭界隈に住む、謎の生物。ハトほどの大きさで、毛のない鶏かカンガルーような体型の胴体に、人のような顔と４本の手足、長い尾を持ち、背には翼を持つ。段先生の奥さんとともに、「外国」からやってきた帰化生物とされており、月の夜に集団で円舞（ムルムルダンス）すれば生殖活動なしに増殖する。
胃の頭公園を中心に増えすぎてしまったが、犬猫にもあっさり襲われる等ほぼ無害な存在。そのため、胃の頭町の生態系は野生の犬や人が増えて少しおかしくなっている。食用にも適しており、鍋料理にすれば菱田きとらの大好物になる。また段先生の妻は、ムルムルの佃煮を周囲への贈答品にしている。
ケヒリヒ
段家の生ゴミから発生した怪物。幼生は食欲旺盛だが無害。だが自身の身と引き替えに巨大な卵を産み、こちらの中身の方が凶暴で害になる。
ゴブリン
人間に化けて怪しげな店舗「ゴブリン」を経営する欲深な魔物。天敵は青いユニコーンで、ボリスとつくも堂は商売敵。初登場時は人肉食べ放題のステーキ屋を経営しており、栞と紙魚子も食べようとした危険人物。
頸山城の長姫（くびやまじょうのながひめ）
胃の頭の地に代々住み続ける女妖怪。平安時代の10世紀頃から江戸時代まで、長姫に関する奇怪な記録が各所に残されている。若い修行僧をたぶらかして怨霊に換え、栞に取り付いて学校を乗っ取るなど、霊力は相当なものである。しかしクトルーちゃんの母相手には敵わなかったようで、一戦も交えずに退散している。
なお、長姫の出るエピソードは『妖怪ハンター』のような作風になり、稗田礼二郎が描かれる（紙魚子が稗田の顔になる）セルフパロディも存在する。
顎家の興亡に深く関わっている存在だが、その目的などは一切謎（顎家をもり立てたいのか滅ぼしたいのかも不明）。
影姫と十三人の侍
長姫に捕らえられ、成仏できなくなった顎家の影姫とその配下の侍たち。頚山神社にある人間鳥居は、死後、彼らが影姫を成仏させる「門」を作り出すために変化したもの。彼ら自身は決して邪悪な存在ではないが、その宿願が無関係な人間を巻き添えにして人間鳥居に変えてしまっていた。
若侍の宗十郎は美男子。仲間の中では比較的行動の自由が利き、人間の姿に戻れるため栞が捕らえられた際には救出に活躍している。最終的に、紙魚子や段先生の活躍で封印石が破壊されたため成仏（鬼門を通って成仏できるのかと紙魚子は疑問を呈している）できた。少なくとも石のなかから解放されたが、その際に、頚山神社の人間鳥居にされていた後藤ゆかりも無事に戻っている。
夜の女王
夜の海の世界で半魚人たちを従える女王。本人の姿は蛇のように細長いが、魚でも人でもなくよく分からない姿形をしている。本来なら大人しくプランクトンや小魚しか食べないはずだったが、紙魚子が過去にバスに忘れた『宇宙戦争』の本を読み、それに触発されてか胃の頭町への侵略を画策した模様。
怪魚
夜の海から来たという空飛ぶ魚。姿形はリュウグウノツカイに似ている。襲った家を住人もろとも消滅させた後、ダミーとなる海藻で住人と住宅を再現するという方法で胃の頭町の大半を飲み込んでしまった。飲み込んだ存在は能力に応じて人頭の魚や蟹、クラゲなど海の生き物に似た存在へと姿を変える。大小二匹がおり、大きい方はゼノ奥さんの執事が放った大砲で消滅した。
魚
夜の海に住む魚から直接人間の手足だけが生えたような姿の存在。どういう要領なのかは不明だが、夜の海で釣り竿や網をつかって魚を捕ったりしている。猫が苦手らしく、変異したボリスを目撃したらそれだけでパニックになって逃げ出すほど。
吝嗇後屋の番頭（けちごやのばんとう）
主に殺された元番頭で幽霊。あまりにもケチな主人からメシの食い過ぎで殺された人物で、主を恨んで成仏できずに胃の頭町を徘徊している。さらに気の毒なことに幽霊の上に影が薄いせいでなかなか気づいてもらえない。また陰気すぎるため、妖怪たちからも相手にされていない。
黒坊主
股毛神社の境内でダルマさんが転んだをしている妖怪。毛むくじゃらだが人に化けることも出来る。
結界
胃の頭町で見られる一般的な結界。火の玉に簡素な顔が描かれた物体が手を繋いでいるだけであり、「結界ですよー」と警告を発することくらいしかできない。胃の頭町の物の怪たちが集会する時に登場するが、一般人である栞たちにも簡単に潜られている。神様用の強力な結界も存在するが、こちらもよそ見をすることがあり、隙をつかれて栞たちにすり抜けられた。
繭姫
つくも堂にいる付喪神とも異なる奇妙な生物たちを使役する白く長細い妖怪。シロアリの女王の卵巣めいた姿をしているが、生態もそれに近い模様。お気に入りの枕でうたた寝するうちに本物の街と彼女の繭の中に作り出した世界とを入れ替える。その際、モノノケ達などはそのまま消滅してしまうため、各地のモノノケ達から非常に恐れられている。消滅するのも嫌だが、逃げることもできない胃の頭町の妖怪達は協力して対処することになる。世界が入れ替わる寸前、栞、紙魚子、きとらの大暴れにより倒された。世界を入れ替えようとした動機は一切不明。部下に大頭将軍、大足将軍という大物がいる。
弁財天
胃の頭弁天堂に祀られる神様。元ネタ通り学芸と水の神として登場。年に一度のご開帳の前には湯浴みを欠かさないのだが、盗撮されたことにより胃の頭町に怪異を巻き起こす。
ただし年に1回の裸弁天のご開帳は律儀にこなすほか、盗撮されても条件反射でポーズを取ってしまうなどお茶目な一面もある。
管狐
管 正一が使役している。ほぼ伝承通りの存在だが、正一の母は料理やトイレ掃除までやらせ、正一からも町内美人地図製作に使われるなど、かなりしょうもない理由で酷使されている。
胃の頭稲荷
外見は狐の面をつけた神主風。登場時は偉そうなことを言っていたが、実際はオタクであり、フィギュアなどサブカルチャーに理解が深い。弁天のフィギュアを作っていたがそれを宝物と勘違いした石神に盗まれ騒動の原因を作ることになる。気位が高く、妖怪付き合いが苦手。たまたま監視カメラに写った栞の映像を加工したりするなど女好きなところも。本名はコン太。
石神
流行神であり、100年ほど崇拝されている間に本当の神となった。ただ、その後参拝者もなくなり、奉り捨てられてほとんど妖怪化していた。宝物があれば参拝者が増えるんじゃないかと考え、胃の頭稲荷の宝物を盗み出した。正体は人間の顔のようなくぼみの付いた石。

## 書誌情報
2013年12月30日にはソノラマコミックス版を底本とした電子書籍が各配信サイトにて販売開始。
- 諸星大二郎 『栞と紙魚子』シリーズ 朝日ソノラマ〈眠れぬ夜の奇妙な話のコミックス〉
  1. 『栞と紙魚子の生首事件』 1996年9月 ISBN 4-257-90280-9
  2. 『栞と紙魚子と青い馬』 1998年5月 ISBN 4-257-90342-2
  3. 『栞と紙魚子 殺戮詩集』 2000年1月 ISBN 4-257-90393-7
  4. 『栞と紙魚子と夜の魚』 2001年8月 ISBN 4-257-90441-0
  5. 『栞と紙魚子 何かが街にやって来る』 2004年2月 ISBN 4-257-90494-1
  6. 『栞と紙魚子の百物語』 2008年6月 ISBN 978-4-02-213120-1
- 諸星大二郎 『栞と紙魚子』シリーズ 朝日ソノラマ〈ソノラマコミック文庫〉
  1. 2003年6月 ISBN 4-257-72211-8
  2. 2003年7月 ISBN 4-257-72215-0
  3. 2003年8月 ISBN 4-257-72217-7
- 諸星大二郎 『栞と紙魚子』シリーズ 朝日新聞出版〈ソノラマコミックス 眠れぬ夜の奇妙な話コミックス〉
  1. 『栞と紙魚子の生首事件』 2007年10月 ISBN 978-4-02-213058-7
  2. 『栞と紙魚子と青い馬』 2007年10月 ISBN 978-4-02-213059-4
  3. 『栞と紙魚子殺戮詩集』 2007年10月 ISBN 978-4-02-213060-0
  4. 『栞と紙魚子と夜の魚』 2007年10月 ISBN 978-4-02-213061-7
  5. 『栞と紙魚子何かが街にやって来る』 2007年10月 ISBN 978-4-02-213062-4
  6. 『栞と紙魚子の百物語』 2008年6月 ISBN 978-4-02-213062-4
- 諸星大二郎 『栞と紙魚子』シリーズ 朝日新聞出版〈ソノラマコミック文庫〉
収録されたのはソノラマコミックス版における『百物語』途中までで事実上の未完となっている。
  1. 2007年10月 ISBN 978-4-02-267085-4
  2. 2007年10月 ISBN 978-4-02-267086-1
  3. 2007年10月 ISBN 978-4-02-267087-8
  4. 2011年2月 ISBN 978-4-02-267196-7
- 諸星大二郎 『新装版 栞と紙魚子』 朝日新聞出版〈Nemuki＋コミックス〉、全4巻
各巻に書き下ろしの新作が追加掲載されている[2]。これらは後に諸星大二郎の短編集『幻妖館にようこそ』（MANGATRIX）や『諸星大二郎短編集 彼方へ』（講談社）に一部が再録されている。
  1. 2014年11月7日発売 ISBN 978-4-02-214158-3
  2. 2014年12月5日発売 ISBN 978-4-02-214166-8
  3. 2015年1月7日発売 ISBN 978-4-02-214168-2
  4. 2015年2月6日発売 ISBN 978-4-02-214171-2

## 栞と紙魚子の怪奇事件簿
『栞と紙魚子の怪奇事件簿』（しおりとしみこのかいきじけんぼ）は、2008年1月5日から3月29日まで、日本テレビのサタデーTVラボ枠内で放映されたテレビドラマ。各話テレビ放送終了後に日本テレビのウェブサイトで動画配信も行なわれた。また、2010年4月3日より6月26日までサンテレビにて、2010年7月13日から10月5日まで札幌テレビ放送（火曜日24：49〜25：19）でも放送されていた。
なお、CS放送のファミリー劇場でも過去に放送されたことが有り、2010年11月現在は日テレプラスで放送されている。

### スタッフ
- 原作：諸星大二郎「栞と紙魚子」（朝日新聞社「ネムキ」連載中）
- プロデューサー：大野哲哉（NTV）、植野浩之（NTV）、太田裕輝（バイオタイド）
- 音楽：平野義久
- 主題歌：「赤い胃の頭ブルース」eastern youth（VAP）
- 脚本：渡辺雄介、ブルースカイ、江本純子（毛皮族）、小林雄次、伊勢尚子
- 演出：井口昇、富永まい、清水厚、高橋巖、落合崇、大野哲哉
- 企画制作：日本テレビ
- 制作協力：バイオタイド
- 製作著作：D.N.ドリームパートナーズ、VAP

### キャスト
- 栞：南沢奈央
- 紙魚子：前田敦子
- 洞野：山根和馬
- 鴻鳥友子：松山メアリ
- 早苗：中村朝佳
- マチコ：坂本亜里紗
- 仁美：大和田美帆
- 校長：伊藤幸純
- 宇論：橋本じゅん
- 段一知の妻：高橋惠子（特別出演）
- 段一知：井上順

### サブタイトル
1.栞と紙魚子とジャックとエミリー（1月5日放映）
- ベース：「殺人者の蔵書印」（「栞と紙魚子の生首事件」収録）
- 脚本：渡辺雄介、演出：井口昇
- ゲスト：中村俊太、長谷部瞳、朱源実

2.自殺館（1月12日放映）
- ベース：「自殺館」（「栞と紙魚子の生首事件」収録）
- 脚本：渡辺雄介、演出：井口昇
- ゲスト：田山涼成、矢部裕貴子、佐伯深雪、高佐一慈、春山優

3.異世界への扉（1月19日放映）
- ベース：「ラビリンス」（「栞と紙魚子と青い馬」収録）、「本の魚」「古本地獄屋敷」（「栞と紙魚子と夜の魚」収録）
- 脚本：ブルースカイ、演出：富永まい
- ゲスト：諏訪太朗、森下能幸、上月左知子

4.ためらい坂十年戦争　ケーキの乱（1月26日放映）
- ベース：「ためらい坂」（「栞と紙魚子の生首事件」収録）
- 脚本：江本純子（毛皮族）、演出：富永まい
- ゲスト：西牟田恵、山本浩司、しのへけい子、飯島ぼぼぼ

5.長い廊下伝説（2月2日放映）
- ベース：「桜の花の満開の下」（「栞と紙魚子の生首事件」収録）、「長い廊下」（「栞と紙魚子殺戮詩集」収録）
- 脚本：渡辺雄介、演出：清水厚
- ゲスト：斉藤陽一郎、本田昌毅、田中いちえ、荒木久美子

6.ゼノ夫人のお茶（2月9日放映）
- ベース：「ゼノ奥さんのお茶」（「栞と紙魚子何かが街にやって来る」収録）
- 脚本：ブルースカイ、演出：清水厚
- ゲスト：広田レオナ、桜庭ななみ（本作がデビュー）、小須田康人、佐伯新

7.闇の中（2月16日放映）
- ベース：「魔術」（「栞と紙魚子何かが街にやって来る」収録）
- 脚本：小林雄次、演出：高橋巌
- ゲスト：柳生みゆ、相葉弘樹、尾関高文、福田雄也

8.フランダースみたいな豚（2月23日放映）
- ベース：「殺戮詩集」（「栞と紙魚子殺戮詩集」収録）、「夜の魚」（「栞と紙魚子と夜の魚」収録）
- 脚本：江本純子（毛皮族）、演出：高橋巌
- ゲスト：中村麻美、斉藤暁、松永玲子

9.首山病院と首之山病院（3月1日放映）
- ベース：「頸山の怪病院」（「栞と紙魚子殺戮詩集」収録）
- 脚本：ブルースカイ、演出：落合崇
- ゲスト：田端玲実、山崎みちる、松村武、佐藤夏希、中島栄治郎、三枝貴志
- その他：野呂佳代（ポスターの写真として出演のため台詞無し3秒ほど）

10.ボリスvsクトルー（3月8日放映）
- ベース：「それぞれの悪夢」（「栞と紙魚子の生首事件」収録）
- 脚本：渡辺雄介、演出：大野哲哉
- ゲスト：前田健、野村たかし、キラ・バーバ

11.ヤマダさんちの幽霊（3月15日放映）
- ベース：「顔・他より／忘れっぽい幽霊」（「栞と紙魚子と夜の魚」収録）
- 脚本：渡辺雄介、演出：大野哲哉
- ゲスト：小林隆、山下容莉枝、柳田衣里佳、荒井健太郎、中原翔子、片桐はいり

12.月光影虫（3月22日放映）
- ベース：「月光影虫」（栞と紙魚子　１(文庫版）　収録）
- 脚本：伊勢尚子、演出：井口昇
- ゲスト：片桐はいり、大島優子、石川ゆうや

13.メビウス!?（3月29日放映）
- ベース：ドラマオリジナル
- 脚本：渡辺雄介、演出：井口昇
- ゲスト：片桐はいり、大島優子、矢部裕貴子